# Temple Ewell with River
Temple Ewell with River var en civil parish från 1960 till 1987 då den blev en del av River, Shepherdswell with Coldred, Temple Ewell och Whitfield, i distriktet Dover, i grevskapet Kent, i England. Civil parish var belägen 4 km från Dover och hade 1 530 invånare år 1971.